# Ząbkonóg czarny
Ząbkonóg czarny (Accanthopus velikensis) – gatunek chrząszcza z rodziny czarnuchowatych.
Gatunek ten opisany został po raz pierwszy w 1783 roku przez Matthiasa Pillera i Ludwiga Mitterpachera jako Tenebrio velikensis.

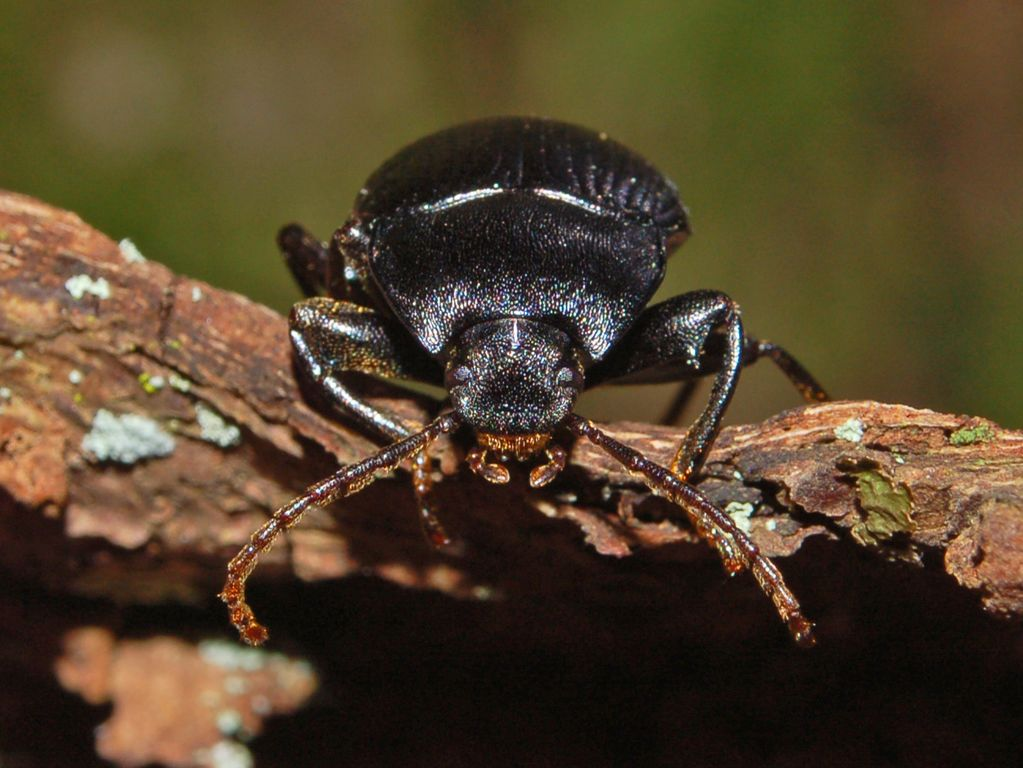
Widok od przodu

Chrząszcz o krótko-owalnym, szerokim, jajowatym w zarysie ciele długości od 8,5 do 11 mm. Ubarwiony jest lśniąco czarno. Szeroka głowa ma długie i jasne szczecinki w części przedniej, prosty przód listewki czołowej, krótkie i zaokrąglone policzki, duże oczy o kształcie poprzecznym i nieco z przodu wykrojonym, a tył gęsto pokryty dużymi, pośrodku przybierającymi formę podłużnie owalną punktami. Długie czułki mają drugi człon najkrótszy, trzeci najdłuższy, zaś ostatni najszerszy. Brązowe głaszczki szczękowe porastają jasne szczecinki. Poprzeczne, szersze od głowy, najszersze w pobliżu nasady przedplecze ma ostre kąty przednie, proste kąty tylne, łukowate boki i wyciętą krawędź przednią. Powierzchnia przedplecza jest pomarszczona i punktowana. Rozmiary tarczki są niewielkie. Krótkie i silnie wyokrąglone pokrywy mają punktowane rzędy i płaskie, drobno punktowane międzyrzędy. Tylna para skrzydeł uległa zanikowi. Uda odnóży przedniej pary u obu płci cechują się obecnością długiego i ostrego zęba na stronie wewnętrznej. Samce wyróżniają się od samic obecnością podłużnego, płytkiego wcisku na wewnętrznej stronie goleni przedniej pary.
Bionomia tego owada jest słabo zbadana. Prowadzi skryty tryb życia bytując pod korą i w pustych przestrzeniach pni takich drzew jak: buk zwyczajny, dęby, wiązy, kasztan jadalny, platan wschodni i sosna czarna. Aktywny jest nocą. Przypuszcza się, że może żerować na porostach występujących na pniach drzew.
Gatunek palearktyczny znany z: Francji, Włoch kontynentalnych i Sycylii, Szwajcarii, Słowenii, Węgier, Chorwacji, Bośni i Hercegowiny, Serbii, Czarnogóry, Rumunii, Bułgarii, Albanii, Macedonii Północnej, Grecji i Turcji. Z terenu Polski został błędnie wykazany w XIX wieku. W 2017 wyhodowano pojedynczy okaz z materiału zebranego w roku poprzednim w Sudetach Wschodnich, jednak rekord ten budzi kontrowersje.